# Siimusti
Siimusti är en ort i Estland. Den ligger i Jõgeva kommun och landskapet Jõgevamaa, i den centrala delen av landet, 120 km sydost om huvudstaden Tallinn. Siimusti ligger 75 meter över havet och antalet invånare är 797.
Terrängen runt Siimusti är platt. Runt Siimusti är det mycket glesbefolkat, med 6 invånare per kvadratkilometer. Närmaste större samhälle är Jõgeva, 3,7 km nordost om Siimusti. I omgivningarna runt Siimusti växer i huvudsak blandskog.